# ویکتور پرورزف
ویکتور پرورزف (انگلیسی: Viktor Pereverzev؛ زادهٔ ۱۷ ژوئن ۱۹۵۸) قایقران روئینگ اهل اتحاد جماهیر شوروی سوسیالیستی است.